# روبرت والدرس
روبرت والدرس (بالهولندية: Robert Wolders)‏ (و. 1936 – 2018 م) هو ممثل تلفزي، وممثل أفلام هولندي، ولد في روتردام، بدأ مشواره المهني سنة 1965، توفي عن عمر يناهز 82 عاماً.

## وصلات خارجية
- روبرت والدرس على موقع IMDb (الإنجليزية)
- روبرت والدرس على موقع روتن توميتوز (الإنجليزية)
- روبرت والدرس على موقع ألو سيني (الفرنسية)
- روبرت والدرس على موقع أول موفي (الإنجليزية)
- روبرت والدرس على موقع قاعدة بيانات الأفلام السويدية (السويدية)
- روبرت والدرس على موقع إن إن دي بي (الإنجليزية)
- روبرت والدرس على موقع قاعدة بيانات الفيلم (الإنجليزية)